# Lijst van fractievoorzitters van het GPV in de Eerste Kamer
Hieronder staat een lijst van fractievoorzitters van het GPV in de Eerste Kamer.
| 1999 - 2001 | Egbert Schuurman (tevens voor de RPF) |
| 1991 - 1999 | Kars Veling                           |
| 1983 - 1991 | Jan van der Jagt                      |
| 1977 - 1981 | Jan van der Jagt                      |

## Opmerking
In 2001 ging de Eerste Kamerfractie van het GPV op in die van de nieuw gevormde politieke partij de ChristenUnie.